# Slossarczyk Crag
Der Slossarczyk Crag ist ein 804 m hoher, kliffartiger Berg im Südosten Südgeorgiens. Er ragt zwischen der Doubtful Bay und der Esbensenbucht auf.
Das UK Antarctic Place-Names Committee benannte den Berg 1958 nach Walter Slossarczyk (1883–1911), Dritter Offizier an Bord des Forschungsschiffs Deutschland bei der Zweiten Deutschen Antarktisexpedition (1911–1912) unter der Leitung Wilhelm Filchners. Die Benennung ist eine Namensübertragung von der durch Filchner als Slossarczykbucht benannten und heute als Doubtful Bay bekannten Bucht.